# Powstanie wrześniowe

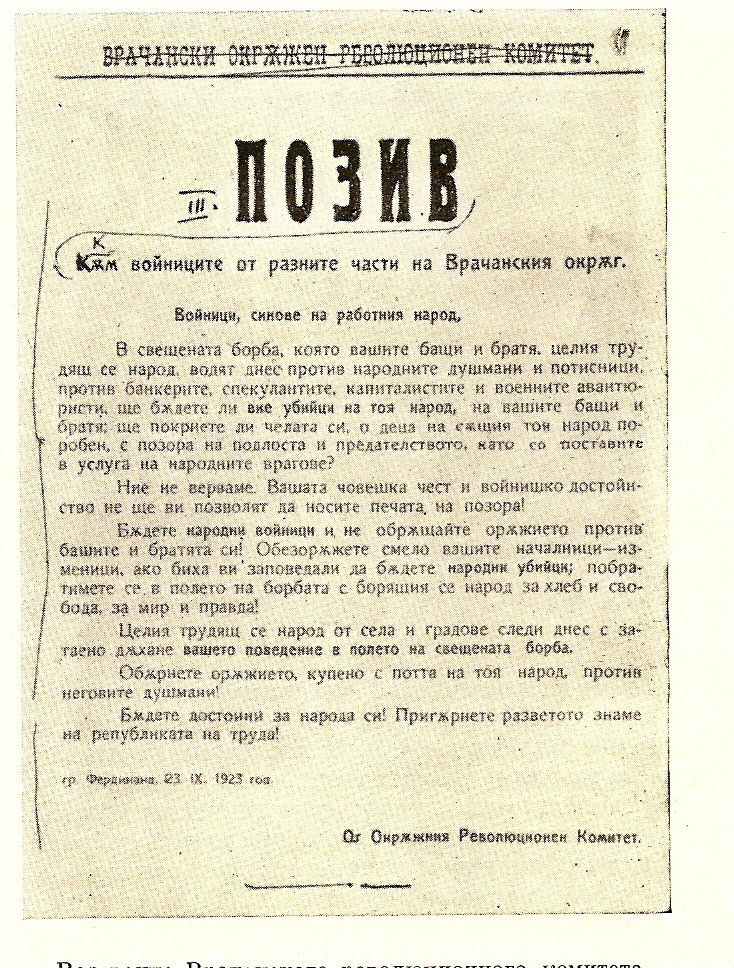
Ulotka wydana przez komitet powstańczy okręgu wraczańskiego adresowana do żołnierzy, wzywająca ich do przyłączenia się do powstańców

Powstanie wrześniowe – powstanie w Bułgarii w dniach 23–29 września 1923 roku, zainicjowane przez Bułgarską Partię Komunistyczną w odpowiedzi na prawicowy wojskowy zamach stanu.

## Okoliczności wybuchu powstania

### Sytuacja polityczna Bułgarii
Największą partią ówczesnej Bułgarii był Bułgarski Ludowy Związek Chłopski (zemedelcy), założony w 1899. Na czele ugrupowania stał Aleksandyr Stambolijski. Ugrupowanie skupiało głównie chłopów – drobnych rolników oraz średnich posiadaczy.
W okresie istnienia Cesarstwa Bułgarskiego, partię spotykały represje ze strony rządzącego reżimu. Stambolijski został aresztowany za krytykę rządu, więzienie opuścił po klęsce Bułgarii w I wojnie światowej po której abdykował car Ferdynand I, a nowym monarchą został jego syn Borys. W październiku 1918 roku ludowcy weszli do rządu koalicyjnego Aleksandyra Malinowa wywodzącego się z Partii Demokratycznej. Ludowcy zwiększyli liczbę mandatów po wyborach z 1919 roku, a po wyborach z 1920 roku utworzyli samodzielny rząd. Ludowcy rządzili twardą ręką, ogłosili agraryzm oficjalną ideologią kraju. W nowym systemie najbardziej uprzywilejowaną klasą miało być chłopstwo. Rząd wprowadził radykalną reformą rolną zakładającą nacjonalizację dóbr kościelnych i opodatkowanie największych posiadaczy. Na wsi budowano nowe ośrodki kulturalne i zwalczano analfabetyzm.
Duże kontrowersje wzbudził pomysł Stambolijskiego, aby wprowadzić akcje czynu społecznego, w którym uczestniczyć będą wszyscy niezależnie od wykształcenia. Rząd i ideologia BLZCh zaczęły być określane nawet jako „zielony bolszewizm”.
22 kwietnia 1923 roku zieloni wygrali wybory do Zgromadzenia Narodowego Bułgarii, uzyskując 52,7% głosów. Drugie miejsce zajęła Bułgarska Partia Komunistyczna, uzyskując 18,9%. Związek Chłopski uzyskał tym samym 212 mandatów, komuniści – 16; liczba reprezentantów innych ugrupowań ograniczała się do kilku posłów. Ciesząca się niewielkim poparciem opozycja zrezygnowała z legislacyjnych środków i w 1923 roku organizacje prawicowe zorganizowały zamach stanu.

### Zamach stanu 9 czerwca 1923
Na czele rządu zemedelców stanął Aleksandyr Stambolijski, który za głównego konkurenta politycznego swojej partii uznał BPK.
Car Borys III wyraził zgodę na zorganizowanie wojskowego zamachu stanu, na czele którego stanęli generałowie Iwan Wyłkow oraz Welizar Łazarow. Zamach stanu zorganizowany miał zostać przez Ligę Wojskową – organizację złożoną z wysoko postawionych oficerów armii. W nocy z 8 na 9 czerwca 1923 oddziały garnizonu sofijskiego oraz junkrzy ze Szkoły Wojskowej dokonali aresztowań ministrów rządu Stambolijskiego; on sam, pojmany pod Pazardżikiem po próbie organizacji oporu wobec zamachu na prowincji, został zamordowany przez terrorystów z Wewnętrznej Macedońskiej Organizacji Rewolucyjnej w Sławowicy 14 czerwca. 9 czerwca zwycięscy organizatorzy zamachu ogłosili powstanie nowego rządu kierowanego przez Aleksandyra Cankowa.
10 sierpnia 1923 rząd Cankowa został przeformowany. Nowy gabinet podjął działania na rzecz delegalizacji BPK i zlikwidował niektóre uprawnienia pracowników nadane im przez rządy zemedelców. Doprowadziło to do wzrostu niezadowolenia społecznego.

### Stanowisko Bułgarskiej Partii Komunistycznej
Początkowo rząd nie rozpętał fali białego terroru, a partie chłopska i komunistyczna dalej legalnie działały. Jeszcze w czerwcu komuniści zachowali neutralność i uznali zamach stanu za walkę burżuazji miejskiej z wiejską.
Po delegalizacji partii Komitet Centralny Bułgarskiej Partii Komunistycznej nadal głosił zasadę neutralności wobec polityki Cankowa; została ona odwołana dopiero pod naciskiem Kominternu – zdaniem III Międzynarodówki w obliczu zamachu stanu celem bułgarskich komunistów powinno być wywołanie rewolucji. Według taktyki opracowanej przez organizację partia powinna pozyskać przychylność lewicowego skrzydła ludowców i wspólnie obalić rząd wojskowy. Partia, choć głosiła hasła rewolucyjne i działa według zasad leninizmu, nie była przychylnie nastawiona do walki na drodze zbrojnej rewolucji.
Do Bułgarii przybył delegat III Międzynarodówki Wasił Kołarow, który został na miesiąc aresztowany przez władze bułgarskie. Po jego uwolnieniu Komitet Centralny na posiedzeniu na początku sierpnia 1923 przystał na jego apel o sformowanie szerokiego frontu antyfaszystowskiego, wymierzonego w rząd. Koncepcję tę spopularyzował w artykułach publikowanych przez „Wiadomości Robotnicze” Georgi Dimitrow. Jedynym we władzach partyjnych przeciwnikiem tej koncepcji był sekretarz organizacyjny KC Todor Łukanow. Ostatecznie na apel komunistów o formowanie wspólnego frontu odpowiedział pozytywnie jedynie Bułgarski Ludowy Związek Chłopski oraz Macedońska Narodowo-Rewolucyjna Organizacja.
Zdając sobie sprawę z działań podejmowanych przez BPK, rząd Cankowa 12 września zamknął lokale partii i zdelegalizował jej wydawnictwa. Aresztowanych zostało 2 tys. działaczy komunistycznych, w tym sekretarz polityczny KC Christo Kabakczyjew. Pozostali na wolności członkowie KC nie byli zgodni co do dalszej taktyki. 14 września Wasił Kołarow i Georgi Dimitrow wezwali robotników do strajku, który następnie odwołał Łukanow. Dopiero 20 września Komitet Centralny zdecydował się na wystąpienie zbrojne, które miało rozpocząć się w nocy z 22 na 23 września i postawić jako cel sformowanie rządu robotniczo-chłopskiego we współpracy z zemedelcami. Na czele powstańców stanął komitet wojskowo-rewolucyjny z Dimitrowem, Kołarowem i Gawriłem Genowem.

## Przebieg walk
Za datę wybuchu powstania przyjmuje się 23 września. Walki toczyły się jednak już od początku miesiąca.
W planach komunistów centrum powstania miał być okręg wraczański, jednak walki wybuchły spontanicznie, jeszcze przed oficjalnym wezwaniem do wystąpienia i przed zaplanowanym terminem: już 13 września pierwszy oddział powstańczy zaatakował siły rządowe we wsi Mygliż. W nocy z 19 na 20 września walki przybrały masowy charakter w okręgu starozagorskim. Największym osiągnięciem powstańców było zdobycie Nowej Zagory (szturm na Starą Zagorę, Kazanłyk i Czirpan zakończył się klęską). W Nowej Zagorze powstańcy uwolnili grupę więźniów i utworzyli rząd robotniczo-chłopski. Na czele zbuntowanych oddziałów stanął uwolniony z więzienia Petko Enew, jednak jeszcze 20 września siły wojskowe, sprowadzone z Jambołu, Sliwenu i Harmanli, stłumiły wystąpienie i rozpoczęły represje wobec komunistów.
Całkowicie nie powiodła się próba podjęcia walki w stolicy, gdyż działacze wyznaczeni na jej przywódców zostali zatrzymani przez policję. Na niewielką skalę wystąpienie wybuchło również w regionie tyrnowskim, okolicach Popowa i Grudowa.
Dzień przed wybuchem powstania rząd ogłosił wprowadzenie stanu wojennego, a w regiony walk posłano wojsko. W nocy z 22 na 23 września rozpoczęło się powstanie w Bułgarii północno-zachodniej, które w okręgach wraczańskim i widyńskim miało charakter masowy. Liderem tajnego komitetu rewolucyjnego został Dimitrow. Pod jego dowództwem znaleźli się komuniści, ludowcy z Gwardii Pomarańczowej oraz anarchiści. Do walki przeciwko powstańcom rząd wysłał oddziały z Szumenu.

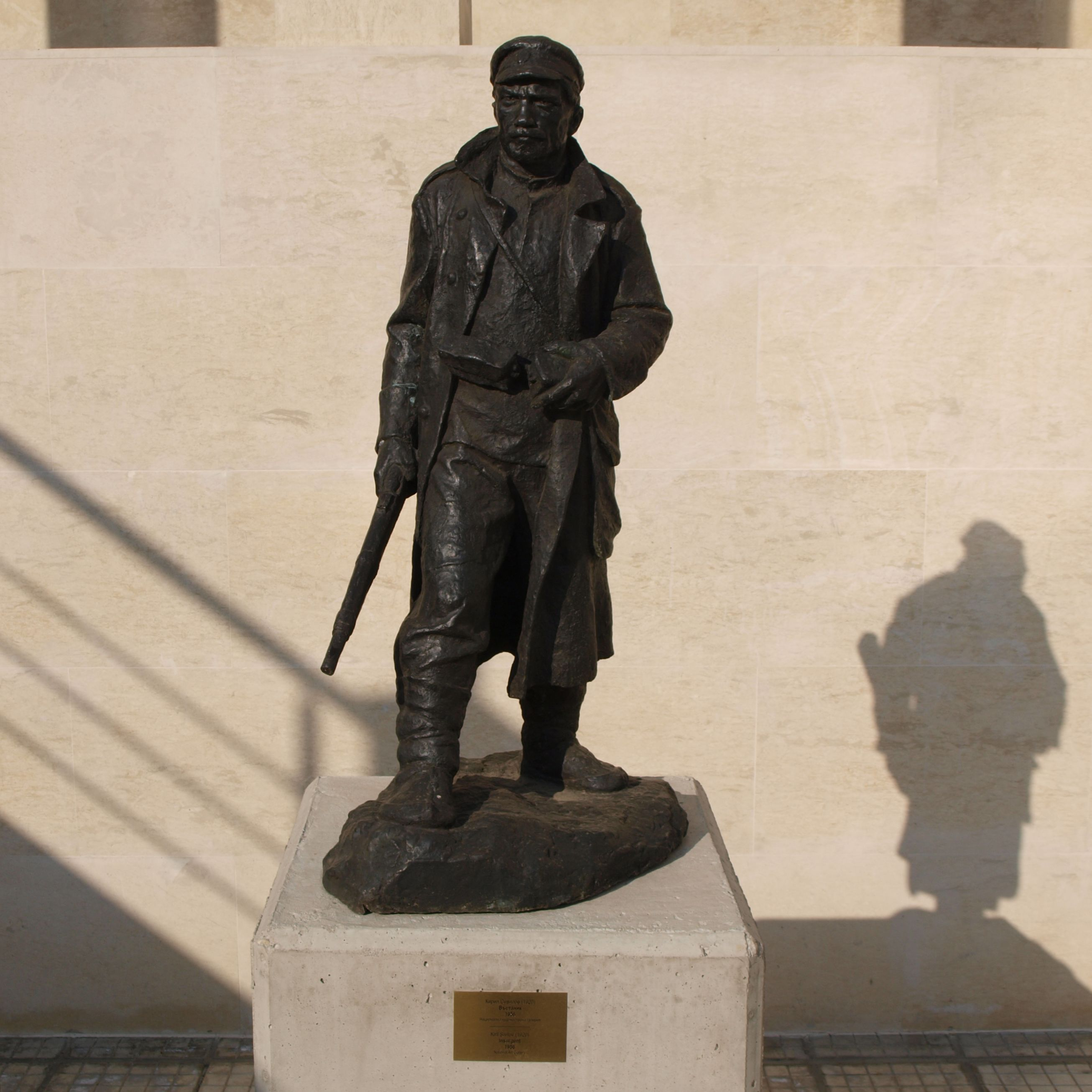
Figura powstańca ze zbiorów muzeum sztuki socjalistycznej w Sofii

Głównym ośrodkiem walk stało się miasto Ferdynand, które kilkakrotnie przechodziło z rąk do rąk, stało się również siedzibą centralnego dowództwa powstania. Buntownicy zajęli szereg wsi w okolicach miasta. W okręgu widyńskim opanowali miasto Łom. Starcia ze zmiennym szczęściem toczyły się pod Kriwodołem, gdzie oddziały wojskowe, idące z Szumenu na Ferdynand, rozbiły siły powstańców pod dowództwem Władimira Minczewa, lecz zostały pokonane przez kolejną grupę buntowników. Powstańcy zdobyli kilka karabinów maszynowych i działo. Z kolei oddział Kiriła Mitewa i Andreja Iwanowa, wyposażony w zdobyte działo, miał wesprzeć powstańców w Łomie. 26 września posiłki sprowadzone przez rząd rozbiły to zgrupowanie. Następnego dnia padł Ferdynand. W ostatnich dniach września część sił powstańczych przekroczyła granicę jugosłowiańską.

## Represje
Po klęsce powstania doszło do masowych aresztowań komunistów, zemedelców i ich sympatyków. Szczególnie ucierpieli robotnicy z regionu Łomu. 3 tys. z nich zostało uwięzionych na statkach zakotwiczonych na Dunaju, a następnie rozstrzelanych na podstawie wyroków wydanych po przyspieszonym postępowaniu. Około tysiąc osób zginęło w innych miejscowościach w podobnych okolicznościach, co daje łączną liczbę 4 tys. straconych. Wielu komunistów, w tym główni przywódcy walk, udało się na emigrację. Georgi Dimitrow, analizując przyczyny klęski powstania, uznał ją za efekt nieskoordynowania wystąpień w różnych ośrodkach, nieudanej próby prowadzenia agitacji lewicowej wśród żołnierzy oraz zbyt późne opowiedzenie się BPK przeciwko rządowi Cankowa.
Mimo klęski powstanie zyskało rangę symbolu. Do legendy przeszedł dowódca oddziałów z Łomu, ksiądz Andrej Iwanow zwany „czerwonym popem”, który po upadku miasta został powieszony ma słupie telegraficznym przez żołnierzy wiernych rządowi.
Ekspresjonistyczny obraz powstania i następujących po nim represji zawiera poemat lewicowego poety bułgarskiego Geo Milewa Wrzesień, rok po wydaniu poematu Milew został zakatowany przez policjantów.